# Яськів Володимир Богданович
Володи́мир Богда́нович Я́ськів (29 липня 1977, с. Великі Бірки, Тернопільська область — 9 липня 2021, м. Золоте, Луганська область) — український військовик, старший солдат 24-ї окремої механізованої бригади Збройних Сил України, учасник російсько-української війни.

## Життєпис
Народився 29 липня 1977 року в селищі Великі Бірки на Тернопільщині.
Старший солдат, старший стрілець 1-го механізованого взводу 1-ї механізованої роти 1-го механізованого батальйону 24 омбр імені короля Данила.
Загинув 9 липня 2021 року під час бойового чергування на позиції ЗСУ поблизу м. Золоте на Луганщині, отримавши смертельне поранення кулею ворожого снайпера під час зміни позиції під час масованого обстрілу опорного пункту.
Похований у Великих Бірках.
Залишились мати, син та дочка.

## Нагороди
- Указом Президента України № 576/2021 від 15 листопада 2021 року, «за особисту мужність, виявлену у захисті державного суверенітету та територіальної цілісності України, сумлінне і бездоганне служіння Українському народові», нагороджений орденом «За мужність» III ступеня (посмертно)[1].